# Салим аль-Джабури
Салим Абдулла Ахмед Аль-Джабури (араб. السيد سليم عبدالله الجبوري‎) (род. 12 августа 1971, Эль-Микдадия) — иракский политик, глава Совета представителей Ирака с 15 июля 2014 года по 15 сентября 2018 года, представитель суннитской религиозной общины.

## Биография
Проходил обучение в Университете Саддама, ныне — Университет Аль-Нахрейн (en). Имеет степень магистра в области права, работал преподавателем на юридическом факультете диялского Университета Месопотамии, занимал должность директора Независимой избирательной комиссии Ирака в провинции Дияла, там же вступил в Исламскую партию Ирака, от которой (в блоке Иракский национальный альянс) был избран в Совет Представителей Ирака в 2005 году, был редактором журнала «Хамураппи», перешёл в коалицию Национальное согласие Ирака и в 2010 году был повторно избран в парламент Ирака от провинции Дияла. В марте 2014 года пережил покушение, убившее двух его телохранителей. В апреле 2014 года был избран на новый срок в Совет Представителей. Его избрание было оспорено Независимой избирательной комиссией Ирака, однако позднее подтверждено Верховным Судом Ирака. Свои проблемы с избранием Аль-Джабури связывает с личным противодействием премьер-министра шиита Аль-Малики. 15 июля 2014 года 194 голосами из 328 был избран новым главой Совета Представителей Ирака, сменив на этом посту Осаму ан-Наджейфи. 15 сентября 2018 года на посту председателя иракского парламента его сменил Мухаммед аль-Хальбуси.

## Семья
Двое его братьев Ахмед и Фуад погибли в результате теракта в городе Эль-Микдадия в 2007 году.